# Guillaume Ier de Ponthieu
Pour les articles homonymes, voir Guillaume Ier.
Guillaume Ier de Ponthieu, dit Guillaume Talvas († 1171) est comte de Ponthieu de 1110 à 1126, sire d'Alençon et de Sées (sous le nom de Guillaume III) de 1119 à 1171.

## Biographie

### Famille
Guillaume Ier de Ponthieu était fils de Robert II de Bellême, sire d'Alençon, vicomte d'Hiémois, seigneur de Bellême et comte de Shrewsbury, et d'Agnès, comtesse de Ponthieu.
Son père était un noble anglo-normand qui, bien que fidèle de Guillaume le Conquérant, chercha à devenir indépendant à la mort de ce dernier et se révolta fréquemment contre les fils de Guillaume. Henri Ier Beauclerc finit par lui confisquer ses terres anglaises en 1102 et par l'emprisonner en 1112.
Robert de Bellême s'était montré cruel avec sa femme, au point que celle-ci s'enfuit, se réfugia à la cour de Blois, puis s'installa dans le Ponthieu. Elle y mourut entre 1106 et 1110 et Guillaume Talvas devint comte de Ponthieu. En 1119, Henri Beauclerc rend à Guillaume Talvas une partie des domaines confisqués à son père.

### Un opposant aux Plantagenêts
Pour se consacrer à ses affaires normandes, Guillaume confie le Ponthieu à son fils Guy en 1126. Dans le conflit qui oppose Henri d'Angleterre à Geoffroy Plantagenêt, comte d'Anjou, il choisit le comte d'Anjou, et Henri lui prend les châteaux d'Alençon et d'Argentan. Il profite de la mort du roi Henri Ier pour reprendre Alençon. La mort du roi annonce une guerre de succession entre Mathilde, fille du roi et épouse de Geoffroy Plantagenêt, et Étienne de Blois, neveu du roi. Alors que la plupart des seigneurs voisins se rallient à Étienne, Guillaume reste fidèle à Geoffroy et à Mathilde, et il doit se défendre contre Rotrou du Perche et Richard de l'Aigle.
En 1147, il suit le roi Louis VII le Jeune lors de la deuxième croisade. À son retour, un litige l'oppose à Henri II Plantagenêt, le nouveau comte d'Anjou et duc de Normandie, et ce dernier lui reprend Alençon. Pour se venger, Guillaume dévaste la zone située entre le Perche et la Normandie.
Après avoir fondé plusieurs établissements religieux, dont l'abbaye de Perseigne, Guillaume Talvas meurt le 29 juin 1171.

## Mariage et enfants
Il avait épousé vers 1115 Hélène de Bourgogne (v. 1080 † 1141), fille d'Eudes Ier, duc de Bourgogne, et de Sibylle de Bourgogne, et veuve de Bertrand de Toulouse. De ce mariage étaient nés :
- Guy II († 1147), comte de Ponthieu ;
- Guillaume, associé au gouvernement du comté d'Alençon, mais mort entre 1166 et 1171 ;
- Robert, cité en 1127 ;
- Enguerrand, cité en 1127 ;
- Mabille, citée en 1127 ;
- Jean Ier († 1191), comte d'Alençon ;
- Clémence († avant 1189), mariée à Juhel, seigneur de Mayenne ;
- Ela (ou Adélaïde, Hélène) de Ponthieu (v 1119 † 14 octobre 1174), mariée à Guillaume III de Warenne, comte de Surrey, puis à Patrick de Salisbury, (Patrick FitzWalter), fils de Gautier (Walter FitzEdward) de Salisbury.

## Sources
- Les seigneurs de Bellême sur FranceBalade.
- Guillaume de Ponthieu sur la Foundation for Medieval Genealogy.